# Voorwaardelijk sepot
Het voorwaardelijk sepot in het Nederlandse strafrecht betreft een vorm van buitengerechtelijke afdoening welke sinds 1 februari 2008 is terug te vinden in artikel 167, tweede lid, van het Wetboek van Strafvordering. De transactie is als een bijzondere vorm van voorwaardelijk sepot aan te merken. Het Openbaar Ministerie kan ervoor kiezen om niet tot vervolging over te gaan. Tussen de beslissing tot vervolging en de beslissing tot het niet vervolgen staat het voorwaardelijk sepot. Als de zaak voorwaardelijk wordt geseponeerd wordt van de verdachte verwacht dat hij voor een bepaalde termijn geen strafbare feiten zal plegen en zich houdt aan de voorwaarden of aanwijzingen van een door het Openbaar Ministerie toegewezen persoon.
Er bestaat alleen een mogelijkheid tot voorwaardelijk sepot als het Openbaar Ministerie een sluitende bewijsvoering heeft. Bij zowel de transactie als het voorwaardelijk sepot wordt de zaak niet aan de rechter voorgelegd. De transactie en het voorwaardelijk sepot ontlenen beide hun kracht aan de dreiging dat wél (verder) zal worden vervolgd zodra de verdachte zich niet aan de gestelde aanwijzingen of voorwaarden houdt. Het Openbaar Ministerie mag een verdachte die aan de overeengekomen voorwaarden heeft voldaan daarna overigens, net als bij de transactie, niet nog eens voor hetzelfde delict vervolgen.
Er bestaat een grote verwantschap tussen de transactie en het voorwaardelijk sepot. In de meeste gevallen kan zowel voor een voorwaardelijk sepot als voor een transactie worden gekozen, zoals in het geval van bijvoorbeeld een schadevergoeding. Echter is hierop ook een uitzondering van toepassing; bepaalde voorwaarden die bij een sepot worden gesteld kunnen niet middels transactie worden gesteld. Te denken valt dan onder andere aan een verbod zich op te houden in de buurt van een woning of het betalen van een geldbedrag aan een goed doel.
Inmiddels is een andere vorm van buitengerechtelijk afdoening ingevoerd, de strafbeschikking (OM-beschikking).

## België
Hier gebruikt men de term pretoriaanse probatie.